# Il'ja Škurenëv
Il'ja Jur'evič Škurenëv (in russo Илья Юрьевич Шкуренёв?; Volgograd, 11 gennaio 1991) è un multiplista russo.

## Palmarès
| Anno                                                | Manifestazione    | Sede     | Evento    | Risultato | Prestazione | Note                                     |
| --------------------------------------------------- | ----------------- | -------- | --------- | --------- | ----------- | ---------------------------------------- |
| In rappresentanza della Russia                      |                   |          |           |           |             |                                          |
| 2010                                                | Mondiali juniores | Moncton  | Decathlon | Argento   | 7 830 p.    | Miglior prestazione personale            |
| 2011                                                | Europei under 23  | Ostrava  | Decathlon | 5º        | 7 894 p.    | Miglior prestazione personale            |
| 2012                                                | Europei           | Helsinki | Decathlon | Bronzo    | 8 219 p.    | Miglior prestazione personale            |
| 2012                                                | Giochi olimpici   | Londra   | Decathlon | 16º       | 7 948 p.    |                                          |
| 2013                                                | Europei indoor    | Göteborg | Eptathlon | 5º        | 6 018 p.    | Miglior prestazione personale            |
| 2013                                                | Europei under 23  | Tampere  | Decathlon | Argento   | 8 279 p.    | Miglior prestazione personale stagionale |
| 2013                                                | Mondiali          | Mosca    | Decathlon | 8º        | 8 370 p.    | Miglior prestazione personale            |
| 2014                                                | Europei           | Zurigo   | Decathlon | Bronzo    | 8 498 p.    | Miglior prestazione personale            |
| 2015                                                | Europei indoor    | Praga    | Eptathlon | Oro       | 6 353 p.    | Miglior prestazione personale            |
| 2015                                                | Mondiali          | Pechino  | Decathlon | 4º        | 8 538 p.    | Miglior prestazione personale            |
| In rappresentanza degli Atleti Neutrali Autorizzati |                   |          |           |           |             |                                          |
| 2017                                                | Mondiali          | Londra   | Decathlon | dnf       | dnf         |                                          |
| 2018                                                | Europei           | Berlino  | Decathlon | Argento   | 8 321 p.    | Miglior prestazione personale stagionale |
| 2019                                                | Europei indoor    | Glasgow  | Eptathlon | Bronzo    | 6 145 p.    |                                          |
| 2019                                                | Mondiali          | Doha     | Decathlon | 4º        | 8 494 p.    | Miglior prestazione personale stagionale |
| 2021                                                | Giochi olimpici   | Tokyo    | Decathlon | 8º        | 8413 p.     | Miglior prestazione personale stagionale |